# Zoando na TV
Zoando na TV é um filme brasileiro de 1999 do gênero comédia, dirigido por José Alvarenga Jr.. Foi rodado em 1998 e entrou em circulação nos cinemas de todo o Brasil em 15 de janeiro de 1999. Foi a primeira produção da Globo Filmes, comandada por Daniel Filho, sendo protagonizado por Angélica.
Foi um grande sucesso de bilheteria, com mais de 900 mil espectadores no cinema.

## Enredo
Após encontrar um misterioso anel, Ulisses é puxado para dentro da televisão por Lana Love, uma cantora cansada daquele mundo de fantasia que, junto com o segurança Eliseu, deseja usar o artefato mágico para sair de lá para a vida real. Porém os planos deles são estragados quando Angel, namorada de Ulisses, também entra na televisão para resgatar seu amado, contando com a ajuda do galã de novelas Rodolfo Augusto e da figurante Aurora. Juntos, eles viajam por diversos canais e embarcam em aventuras para conseguir recuperar o anel e sair de lá.

## Elenco
- Angélica como Angel
- Márcio Garcia como Ulisses
- Danielle Winits como Lana Love
- Miguel Falabella como Rodolfo Augusto
- Paloma Duarte como Aurora / Munique
- Oscar Magrini como Eliseu
- Nicete Bruno como Xênia
- Lupe Gigliotti como Nicotta
- Maria Padilha como Maria Lúcia
- Bussunda como Bolão

Participações especiais
- Renata Castro Barbosa como Marli
- Bia Montez como Tereza
- Odilon Wagner como Capitão Dark
- Cecília Antônia como Madame Dark
- Arthur Costa Filho como Dr. Gouveia
- Babi Xavier como esposa do Dr. Gouveia
- Sérgio Loroza como Líder dos canibais
- Daniele Valente como noiva
- Mariana Leoni como noiva
- Luciana Migliaccio como noiva
- Adriano Garib como gangster
- Cândido Damm como gangster
- Micheli Machado como dançarina 1
- Mirella Tronkos como dançarina 2

## Trilha sonora
Uma trilha sonora foi lançada com as canções apresentadas no filme. Angélica canta duas das nove faixas do álbum.

### Faixas
1. "Meu Namorado" — Angélica
2. "Sempre Assim" — Jota Quest
3. "Tentação" — Danielle Winits
4. "No Meio do Mar" — Skank
5. "RSF (Até De Manhã)" — Maskavo Roots
6. "Meus Amores Da Televisão" — Angélica
7. "Em Você Tudo É Lindo" — Banda Mel
8. "Fanfarra" — Ara Ketu
9. "Romântico" —  Cecelo